# Agapetus abbreviatus
Agapetus abbreviatus is een schietmot uit de familie Glossosomatidae. De soort komt voor in het Oriëntaals gebied.